# Axinella egregia
Axinella egregia är en svampdjursart som beskrevs av sensu Uriz och Maldonado 1993. Axinella egregia ingår i släktet Axinella och familjen Axinellidae. Inga underarter finns listade i Catalogue of Life.